# 吴庐生
吴庐生（1930年8月1日—2025年1月8日）是一位中国建筑师，国家特许一级注册建筑师。

## 生平
1930年出生于安徽庐江县，1948年进入国立中央大学，在校期间认识丈夫戴复东，1952年毕业于南京大学建筑系，同年开始任教于同济大学。1972年加入同济大学建筑设计研究院，担任同济大学建筑与城市规划学院教授。现任同济大学建筑设计研究院高新所所长。

## 作品
- 武汉东湖梅岭招待所
- 遵化国际饭店
- 山东海草石屋

## 家庭
1953年结婚，丈夫是大学同学中国工程院院士建筑师戴复东。